# José Soares Filho
José Soares Filho OFM Cap. (ur. 29 lipca 1956 w Itapetim) – brazylijski duchowny katolicki, biskup Caroliny w latach 2003-2017.

## Życiorys
Wstąpił do zakonu kapucynów, w którym 28 października 1990 złożył śluby wieczyste, zaś 28 kwietnia 1991 otrzymał święcenia kapłańskie. Po święceniach został wikariuszem parafialnym, zaś rok później wybrano go definitorem prowincjalnym na trzyletnią kadencję (na tę funkcję wybrano go także w latach 1995 oraz 1998). W 2000 objął urząd ekonoma generalnego kapucynów.
15 stycznia 2003 papież Jan Paweł II mianował go biskupem koadiutorem diecezji Carolina. Sakry biskupiej udzielił mu 26 kwietnia 2003 kardynał Cláudio Hummes. Rządy w diecezji objął 15 października 2003 po przejściu na emeryturę poprzednika.
5 lipca 2017 złożył rezygnację z zajmowanego urzędu, motywując ją względami zdrowotnymi.